# Solar dos Pinheiros
O Solar dos Pinheiros, Palácio dos Pinheiros ou Paço dos Condes de Barcelos, é um histórico edifício barcelense construído por volta do século XV a mando de Tristão Gomes Pinheiro.
O Solar dos Pinheiros encontra-se classificado como Monumento Nacional desde 1910.
O edifício é um verdadeiro testemunho da arquitetura civil da aristocracia enriquecida pelos descobrimentos portugueses e o comércio ultramarino. Este edifício albergou durante muitos anos os condes de Barcelos mas agora pertence à família Pinheiro.

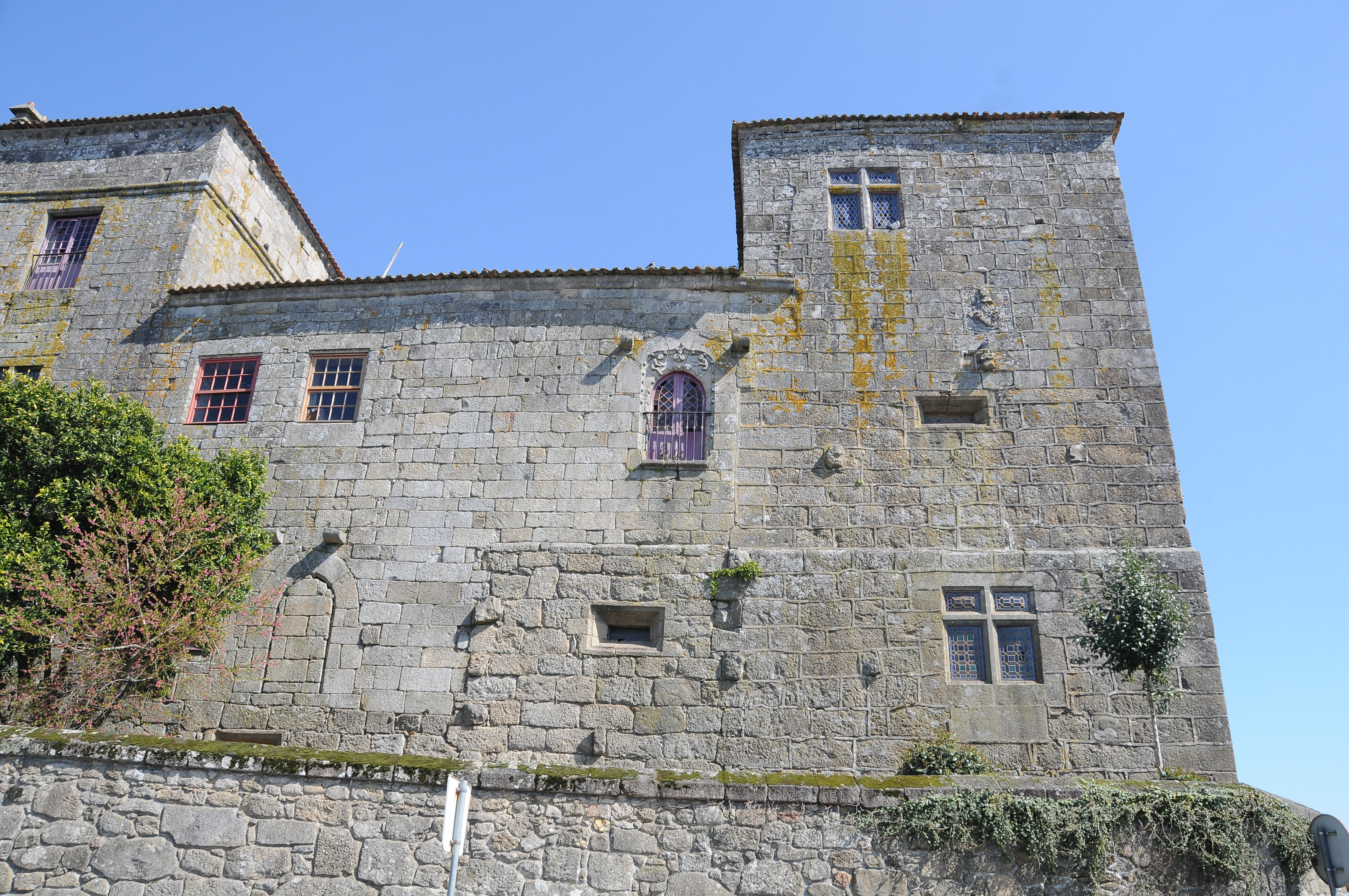

O edifício já foi alvo de inúmeras reconstruções nele existindo vários estilos arquitetónicos. Em 2009 foi considerada uma das 24 Maravilhas de Barcelos.